# Un oraș fără Crăciun
Un oraș fără Crăciun (titlu original: A Town Without Christmas) este un film de Crăciun american din 2001 regizat de Andy Wolk. Rolurile principale au fost interpretate de actorii Patricia Heaton, Rick Roberts, Ernie Hudson și Peter Falk.

## Prezentare
Chris este un copil din orășelul Seacliff, Washington care mărturisește în scrisoarea adresată lui Moș Crăciun că singura sa dorință este aceea de a părăsi această lume pentru a nu mai fi o povară pentru părintii săi aflați într-un proces de divorț. Mesajul emoționant pune pe jar întreaga lume și declanșează o cursă contra cronometru pentru a afla unde este Chris înainte ca acesta să-și facă rău cu mâna sa.

## Distribuție
- Patricia Heaton ca M.J. Jensen
- Rick Roberts ca David Reynolds
- Ernie Hudson ca Ted
- Isabella Fink ca  Megan
- Jeffrey R. Smith ca Syd
- Daniel Kash ca Primarul Dennis
- Marnie McPhail ca Isabel
- Peter Falk ca Max
- Cassie MacDonald ca Brittany
- Jeremy Akerman ca Șerif Bridges
- Nigel Bennett ca Agent literar
- Faith Ward ca Mrs. Hargrave
- Stacy Smith ca  Rhonda (menționată ca Stacey Smith)
- Bill Carr ca șeful lui David
- Martha Irving ca Sally

## Vezi și
- În căutarea lui Moș Crăciun, film de Crăciun din 2003 cu Peter Falk, regia Andy Wolk
- Când îngerii vin în oraș, film de Crăciun din 2004 cu Peter Falk, regia Andy Wolk